# Grevelingen (vaargeul)
De vaargeul Grevelingen is een betonde vaargeul in het Grevelingenmeer in de provincies Zeeland en Zuid-Holland. Het vaarwater is ongeveer 28 km lang en loopt vanaf de Grevelingensluis aan de oostkant naar de Brouwerssluis en de voormalige werkhaven Haven Middelplaat aan de westkant.
Bij de Werkhaven van Bommenede (ongeveer 14 km vanaf de Grevelingensluis) splitst zich de Geul van Bommenede af gevolgd door de Rede van Brouwershaven als kortere route. 
Het water is zoals het hele Grevelingenmeer zout en heeft geen getij.
De vaargeul Grevelingen is te gebruiken voor schepen tot en met CEMT-klasse Va.
De Grevelingen is onderdeel van het Natura 2000-gebied Grevelingen.